# Schonungen
Schonungen est une commune de Bavière (Allemagne), située dans l'arrondissement de Schweinfurt, dans le district de Basse-Franconie.
Le village de Forst (Schonungen) y est rattaché.

## Personnalités liées à la ville
- Christoph Franz von Hutten (1673-1729), prince-évêque né à Mainberg.
- Marianne Fiedler (1864-1904), peintre mort à Mainberg.
- Ernst Sattler (1840-1923), peintre né à Schonungen.
- Gunter Sachs (1932-2011), homme d'affaires né à Schonungen.